# Kazanka (řeka)
Kazanka (rusky Казанка, tatarsky Qazansu) je řeka v Tatarstánu v Rusku. Je dlouhá 142 km. Povodí řeky je 2600 km².

## Průběh toku
Ústí do Samarské přehrady jako levý přítok Volhy.

## Vodní režim
Zdrojem vody jsou převážně sněhové srážky. Průměrný roční průtok vody poblíž ústí činí 0,88 m³/s.

## Využití
Při ústí leží město Kazaň.